# Cambiano
Cambiano és un comune (municipi) de la ciutat metropolitana de Torí, a la regió italiana del Piemont, situat a uns 13 quilòmetres al sud-est de Torí. A 1 de gener de 2019 la seva població era de 5.980 habitants.
Cambiano limita amb els següents municipis: Pino Torinese, Chieri, Pecetto Torinese, Moncalieri, Trofarello, Santena, i Villastellone.